# Franse literatuur
De Franse literatuur bestaat uit de literaire verhalende, lyrische en dramatische teksten in de Franse taal. Het gaat hierbij om teksten van auteurs uit Frankrijk en de (voormalige) Franse koloniën, uit Franstalig België, Franstalig Zwitserland en Franstalig Canada.
Van een afzonderlijke Franse literatuur is sprake sinds de ontwikkeling van de Franse schrijftaal, die in de 11e-12e eeuw plaatsvond. Rond 1200 bestond er bovendien in Zuid-Frankrijk een rijke literatuur, vooral troubadourslyriek, in de Occitaanse taal; ook deze wordt tot de Franse literatuur gerekend.
In de loop van de Europese geschiedenis heeft de Franse literatuur tot het midden van de 20e eeuw vrijwel voortdurend een leidende positie gehad, die slechts tijdelijk door de Italiaanse, Spaanse, Engelse en Duitse werd onderbroken of geëvenaard. De dominantie van de Engelse literatuur is dus een relatief recent fenomeen. Illustratief is dat gedurende de eerste 70 jaar dat de Nobelprijs voor de Literatuur bestond, twaalf keer een Franse schrijver deze belangrijkste literaire prijs ter wereld kreeg.
De voornaamste literaire prijs in Frankrijk zelf is de Prix Goncourt, die sinds 1903 jaarlijks aan een prozaschrijver wordt uitgereikt.

## Middeleeuwen(tot circa 1500)
De oudste literaire teksten in de Franse literatuur waren epische heldenliederen die in de feodale tijd werden voorgedragen op de kastelen in het land, de zogenaamde chansons de geste. Het bekendste voorbeeld is het Roelantslied (La chanson de Roland). Na 1137 trok de hoogstaande troubadourslyriek vanuit het zuiden (het gebied van de Langue d'Oc) naar de gebieden ten noorden van de Loire.
In de hoofse tijd (1150-1250) werden de epische teksten verfijnder. Gevoelens doen hun intrede, en de vrouw krijgt een grote rol toebedeeld in de hoofse liefde. De "chansons de geste" evolueren naar de hoofse roman (roman courtois). Bekend is de Bretoense cyclus van Chrétien de Troyes, waartoe de avonturen van koning Arthur en de ridders van de Ronde Tafel en ook Tristan en Isolde behoren. Daarnaast bestaat er ook een satirische literatuur, waar de burger zich vrolijk kan maken over adel en geestelijkheid (Le roman de Renart).
Tijdens de Honderdjarige Oorlog (1340-1440) ontstonden kronieken als die van Jean Froissart en kwam de poëzie van de rederijkers (Rhétoriqueurs) op, bestaande uit gedichten die aan strikte regels waren gebonden. Een bekend rederijker was Charles d'Orléans, een neef van koning Karel VI. Op toneelgebied was er een grote productie van mirakel- en passiespelen.
De belangrijkste dichter uit de late middeleeuwen was François Villon, wiens talrijke balladen een weerslag zijn van zijn avontuurlijke leven.

## 16e eeuw
De principes van het humanisme oefenen een diepgaande invloed uit op de Franse literatuur. Die gaat zich in vergelijking met de middeleeuwen meer richten op teksten uit de Klassieke oudheid (Grieks, Latijn en Hebreeuws), en wordt gekenmerkt door een verlangen naar kennis en vernieuwing in vormen en thematiek.
In de poëzie gelden als belangrijkste auteurs Clement Marot, Jean de Sponde, Agrippa d'Aubigné, en de dichters van de Pleiade, onder wie Ronsard en Du Bellay.
De belangrijkste romans zijn die van Rabelais en Marguerite de Navarre.
Montaignes Essais, een autobiografisch opgevat filosofisch werk, bereidt de weg voor Jean-Jacques Rousseaus Confessions dat eveneens de mens met zijn kwaliteiten en gebreken tot onderwerp neemt.

## 17e eeuw
De zeventiende eeuw is voor de Franse taal en literatuur een belangrijke eeuw. Het classicisme was ontstaan als reactie op de barokke literatuur en voerde, onder het bewind van Lodewijk XIV, de boventoon in de tweede helft van deze eeuw. Het aan strenge regels gebonden classicistische theater leverde hoogtepunten op met de komedies van Molière en de tragedies van Corneille en Racine, en François de Malherbes poëzie oefende een grote invloed uit op de Franse literatuur. Daarnaast werden echter ook meesterwerken in andere genres geproduceerd, zoals de fabels van Jean de La Fontaine. In deze periode verschenen eveneens romans in verschillende genres: de verfijnde romans précieux van Madeleine de Scudéry, komische vertellingen (l’histoire comique) van Cyrano de Bergerac en anderen. Ook verschenen de eerste psychologische romans, zoals La Princesse de Clèves uit 1678 van Madame de La Fayette. In deze periode werd er naast classicistische nog steeds barokke poëzie gepubliceerd.
De twee dominante, elkaar bestrijdende literaire stromingen van de 17e eeuw waren de barok en het classicisme, hoewel deze twee benaderingen ook in het werk van dezelfde auteur konden voorkomen. Het is dus wat te eenvoudig om te stellen dat de literaire scheppingen van de eerste helft van de eeuw barok waren en die van de tweede helft classicistisch.

## 18e eeuw
Met Franse literatuur uit de 18e eeuw bedoelt men doorgaans literatuur die is geschreven tussen 1715 - het jaar van de dood van koning Lodewijk XIV van Frankrijk - en 1799 - het jaar van de staatsgreep van Bonaparte die het Consulaat aan de macht bracht, de Franse Revolutie beëindigde, en het moderne tijdperk van de Franse geschiedenis inluidde. In deze eeuw van enorme economische, sociale, intellectuele en politieke transformaties ontstonden twee belangrijke en sterk van elkaar verschillende stromingen: die van de verlichting van de philosophes, en die van de romantiek. De eerste werd gekenmerkt door geloof in de rede en vooruitgang, de tweede benadrukte het belang van emotie in het leven en de kunst.
De schrijvers van het 18e-eeuwse Frankrijk waren kritisch, sceptisch en innovatief, en hun ideeën over vrijheid, tolerantie, humanitarisme, gelijkheid en vooruitgang werden ook de idealen van de moderne westerse democratie. Die nieuwe ideeën vindt men met name terug bij Montesquieu (Lettres persanes uit 1721), Voltaire (filosofische romans als Zadig uit 1747 of Candide uit 1759), Diderot en Rousseau. Deze laatste schreef ook romans, net als Prévost, Jacques-Henri Bernardin de Saint-Pierre, Laclos of de Markies de Sade. In het Franse theater uit deze periode lieten vooral Marivaux en Beaumarchais zich gelden.

## 19e eeuw
De Franse literatuur van de negentiende eeuw is een periode in de literatuurgeschiedenis van Frankrijk die wordt begrensd door twee belangrijke jaartallen: 1799 en 1899. In 1799 pleegde Napoleon Bonaparte een staatsgreep en stelde het Consulaat in, waarmee een einde kwam aan de revolutionaire periode. De afsluiting van deze literaire periode wordt gemarkeerd door 1899, toen er een oplossing in zicht kwam voor de spanningen rond de Dreyfusaffaire en de dreiging van het boulangisme, en na al deze politieke onrust de waarden van de Derde Franse Republiek konden worden opgelegd.

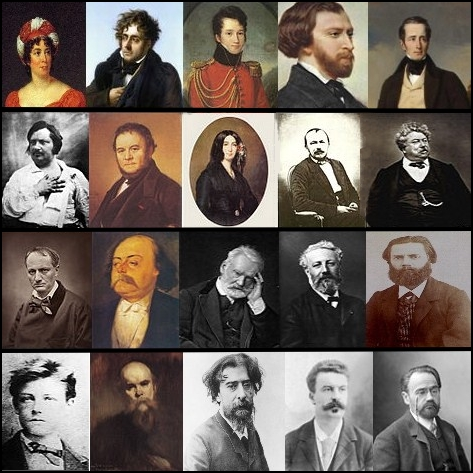
Grote Franse schrijvers uit de 19e eeuw.
Van links naar rechts en van boven naar beneden:
1e rij:Germaine de Staël, François René de Chateaubriand, Alfred de Vigny, Alfred de Musset, Alphonse de Lamartine,
2e rij:Honoré de Balzac, Stendhal, George Sand, Gérard de Nerval, Alexandre Dumas,
3e rij: Charles Baudelaire, Gustave Flaubert, Victor Hugo, Jules Verne, Jules Vallès
4e rij: Arthur Rimbaud, Paul Verlaine, Alphonse Daudet, Guy de Maupassant, Émile Zola.

De negentiende eeuw was waarschijnlijk de periode in Frankrijk met de meeste verschillende politieke regimes. De Honderd Dagen van 1815 niet meegerekend, waren dit respectievelijk het Consulaat, het Eerste Franse Keizerrijk, Restauratie, Julimonarchie, Tweede Franse Republiek, Tweede Franse Keizerrijk en Derde Franse Republiek. Midden deze turbulente ontwikkelingen ontstonden opvallende literaire stromingen die alle kunsten beïnvloedden, zoals romantiek, realisme, naturalisme en symbolisme. Sommige auteurs zoals Flaubert of Maupassant plaatsten zichzelf overigens liever buiten een specifieke beweging.
Er was in deze eeuw een enorme literaire en artistieke bedrijvigheid op elk vlak. Met name op gebied van poëzie met onder meer Lamartine, Vigny, Musset, Hugo, Baudelaire, Rimbaud, Verlaine, Mallarmé, en op het gebied van de novelle en romans schitterden Stendhal, Balzac, Dumas, Hugo, Flaubert, Zola, De Maupassant, Verne en anderen. Het theater speelde in deze periode een minder markante rol met dramaturgen als Musset, Hugo en Edmond Rostand.
De negentiende-eeuwse Franse literatuur produceerde talrijke meesterwerken en was voor Frankrijk een gouden eeuw voor poëzie en romantiek.

## 20e eeuw en later

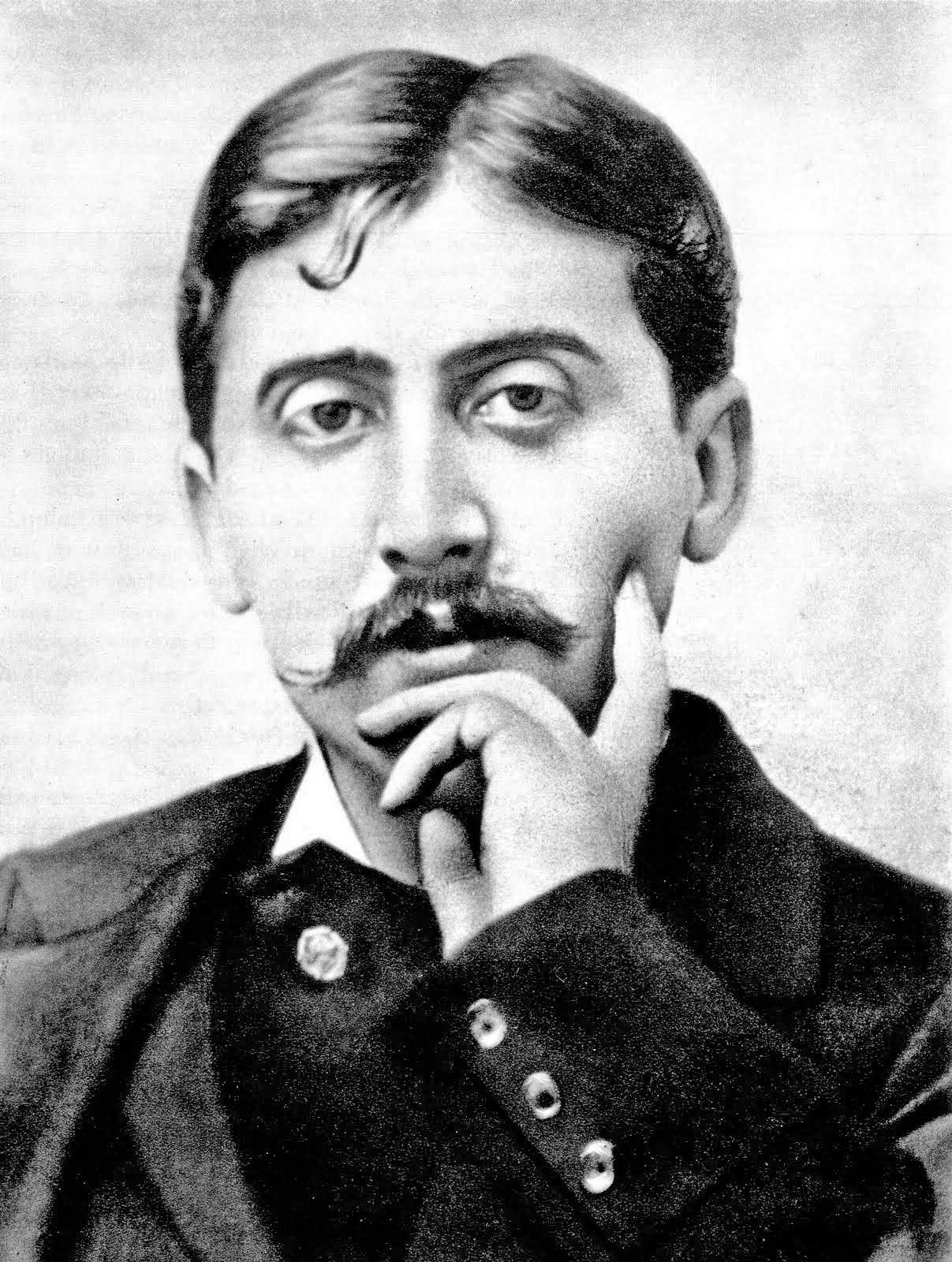
Marcel Proust in 1895

De Franse literatuur van de twintigste eeuw is sterk getekend door historische, politieke, morele en artistieke crises. De literaire bewegingen die deze eeuw hebben gekenmerkt zijn 
1. het surrealisme, dat vooral een vernieuwing van de poëzie inhoudt met dichters als André Breton, Robert Desnos en Paul Éluard,
2. het existentialisme met Gabriel Marcel en Jean-Paul Sartre, dat ook een nieuwe filosofie  vertegenwoordigt ("L'existentialisme est un humanisme" - Sartre). De belangrijkste bronnen waar kunstenaars uit putten zijn de politieke conflicten van die tijd. Oorlog is dus aanwezig in zowel poëzie als romans.

Marcel Proust verschijnt als de laatste grote Franse auteur van het begin van de twintigste eeuw. De enigen die zijn niveau benaderen, zijn Albert Camus, of Louis-Ferdinand Céline, die een belangrijke rol heeft gespeeld bij het ter discussie stellen van verhalen die te gepolijst zijn en dus ver van het echte leven staan. Zijn nadruk op een benadering die dichter bij de realiteit van de straat staat, en zijn oorspronkelijk taalidioom (zijn grillige jargon) heeft ook een aantal Angelsaksische auteurs beïnvloed zoals William S. Burroughs II en Arthur Miller.

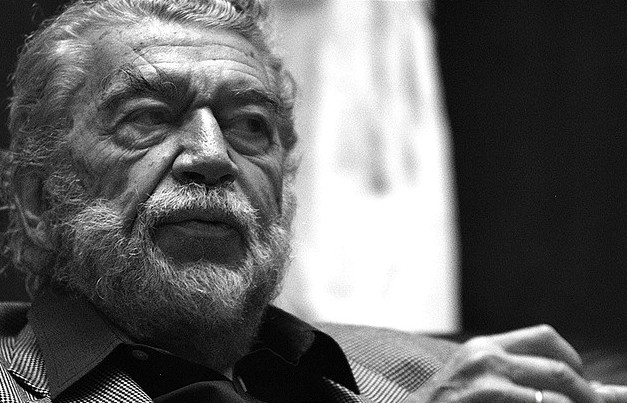
Alain Robbe-Grillet

In Frankrijk maakten weinig schrijvers zich aanvankelijk druk over de nouveau roman van Alain Robbe-Grillet. Later inspireerde deze experimentele romanstijl een generatie schrijvers die elkaar vonden en publiceerden in uitgaven van Editions de Minuit: onder meer Jean Echenoz, Jean-Philippe Toussaint, Tanguy Viel, Christian Oster, Laurent Mauvignier en Christian Gailly. Daarna slaagt er geen beweging in strikte zin meer in om zich op vergelijkbare wijze te onderscheiden. De literaire groep Oulipo, waartoe ook auteurs als Raymond Queneau en Georges Perec, en later Roubaud Fournel Toy en Le Tellier behoorden, was niet zozeer opgevat als een beweging, maar als een werkgroep. Hetzelfde geldt voor de romanschrijvers uit de Nouvelle fiction, zoals Hubert Haddad, Frédérick Tristan en Georges-Olivier Châteaureynaud.
Tegenwoordig zijn er critici die een aantal schrijvers bij elkaar brengen rond de notie van autofictie zoals ze door Serge Doubrovsky werd benoemd. Het is echter soms moeilijk om diverse schrijvers met verschillende wereldbeelden en artistieke benaderingen onder eenzelfde label samen te brengen.
Naast experiment en vernieuwing is er ook continuïteit. In navolging van negentiende-eeuwse streekromans, waarvan George Sand een vertegenwoordiger was, bleef het genre ook in de tweede helft van de twintigste eeuw populair bij Franse auteurs als Pierre-Jakez Hélias en Henri Vincenot. Het  genre blijft zich ontwikkelen met jongere auteurs zoals Jean Anglade of Jean-Paul Malaval.
De belangrijkste literaire bewegingen waren:
- surrealisme (Gaston Leroux, Paul Éluard, André Breton, Robert Desnos);
- existentialisme (Gabriel Marcel, Jean-Paul Sartre, Simone de Beauvoir, Albert Camus en Maurice Merleau-Ponty);
- de nouveau roman (Alain Robbe-Grillet, Nathalie Sarraute);
- het theater van het absurde (Antonin Artaud, Samuel Beckett, Eugène Ionesco, Arthur Adamov).

## Franstalige laureaten van de Nobelprijs voor literatuur
- 1901: Sully Prudhomme
- 1911: Maurice Maeterlinck
- 1915: Romain Rolland
- 1921: Anatole France
- 1927: Henri Bergson
- 1937: Roger Martin du Gard
- 1947: André Gide
- 1952: François Mauriac
- 1957: Albert Camus
- 1960: Saint-John Perse

De Nobelprijs voor Literatuur werd voor de eerste keer uitgereikt in 1901.

- 1964: Jean-Paul Sartre (geweigerd)
- 1985: Claude Simon
- 2000: Gao Xingjian
- 2008: Jean-Marie Le Clézio
- 2014: Patrick Modiano

## Franse literaire prijzen
- Grand Prix de Littérature Policière – sinds 1948, misdaad- en detectiveromans
- Grand Prix du roman de l'Académie française – sinds 1918.
- Prix Décembre – sinds 1989.
- Prix Femina – sinds 1904, jaarlijks uitgereikt door een exclusief vrouwelijke jury, hoewel de auteurs zelf geen vrouw hoeven te zijn.
- Prix Goncourt – sinds 1903.
- Prix Goncourt des Lycéens – sinds 1987.
- Prix Littéraire Valery Larbaud – sinds 1957.
- Prix Médicis – sinds 1958
- Prix Renaudot – sinds 1926.
- Prix Tour-Apollo Award – 1972–1990, sciencefiction.
- Prix des Deux Magots – sinds 1933.